# Sávoly
Sávoly est un village de Hongrie situé dans le comitat de Somogy. Sa population est de 576 habitants. Le Lac Balaton ainsi qu'un nouveau circuit automobile sont situés à proximité.